# Norbert Walter-Borjans
Norbert Walter-Borjans (Krefeld, 17 settembre 1952) è un politico tedesco del Partito Socialdemocratico Tedesco.
Ha occupato la carica di Ministro delle finanze del Land della Renania Settentrionale-Vestfalia dal 2010 al 2017 ed è poi stato eletto co-leader del SPD il 6 dicembre 2019 insieme a Saskia Esken Dopo la vittoria socialdemocratica alle elezioni federali del 2021 Walter-Borjans lascia la guida del partito per ragioni di età, a succedergli è Lars Klingbeil.